# Odontologia legal
A Odontologia legal ou forense é um ramo da odontologia (e parte da Ciência forense), especializado no auxílio ao Poder Judiciário através da identificação de pessoas pela arcada dentária, que, assim como a impressão digital e o DNA são únicas para cada ser humano.
No Brasil o pioneiro dessa prática foi o professor-doutor Luiz Lustosa da Silva (1897-1974), cujos primeiros estudos remontam ao ano de 1923. Posteriormente o doutor Lustosa ingressou na força policial paulista (sendo professor de odontologia legal na Academia de Polícia do Estado de São Paulo) e, através da odontologia forense, auxiliou as autoridades na elucidação de diversos casos como o do Monstro de Guaianases (1954)- identificado positivamente por conta de marcas de mordidas que deixava em suas vítimas.